# Zaszewka

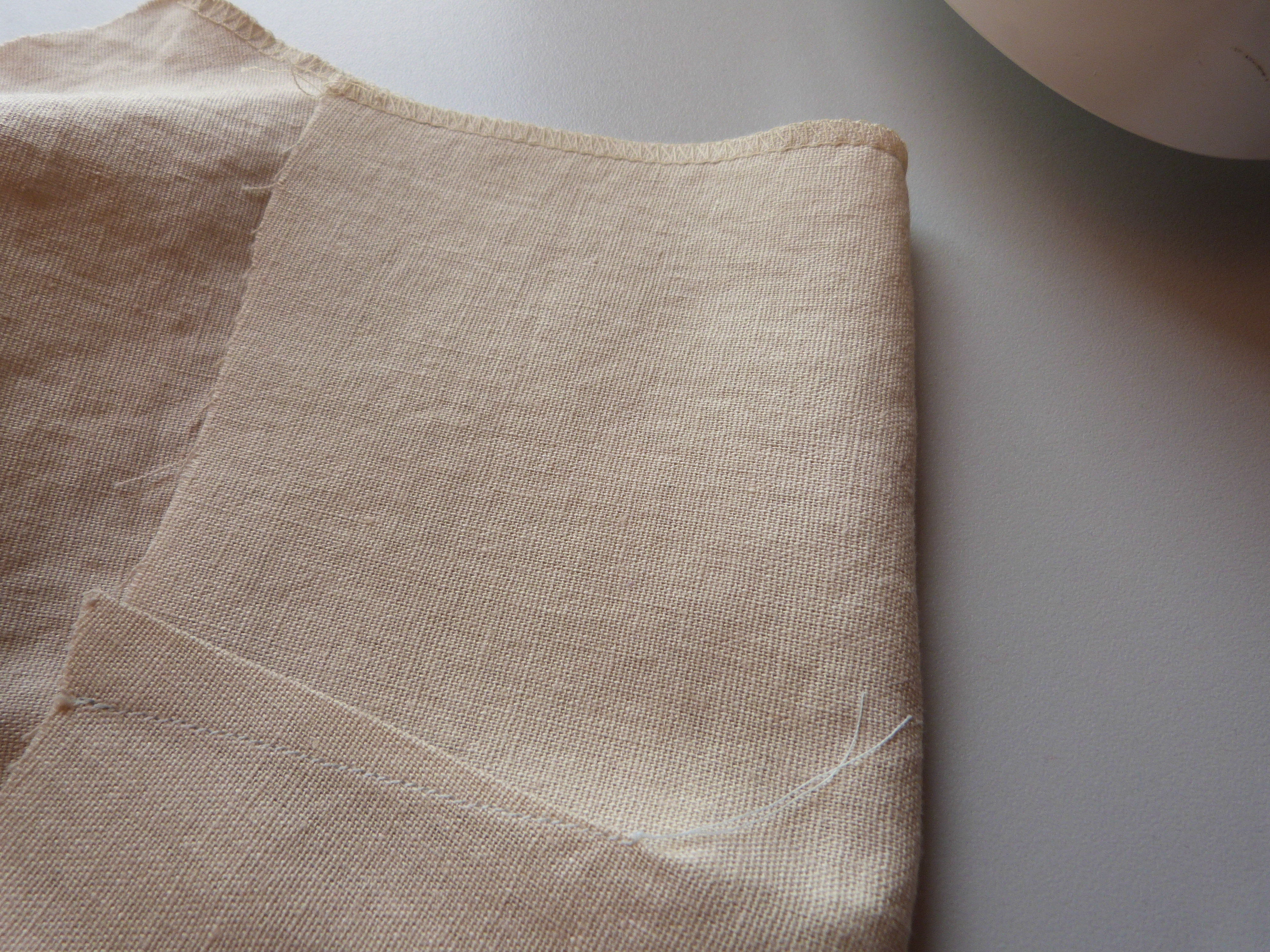
Lewa strona tkaniny pokazuje, gdzie została założona i zszyta zaszewka w celu dopasowania kształtu odzieży do użytkownika.

Zaszewki to fałdy wszyte w materiał, aby nadać wypukły lub wklęsły kształt odzieży, szczególnie w okolicy kobiecego biustu. Są one często stosowane we wszelkiego rodzaju ubraniach w celu dopasowania ich do ciała użytkownika lub w celu uzyskania innowacyjnego kształtu. Jeśli materiał może być uznany za płaski, to zaszewka powoduje usunięcie kawałka w kształcie klina i pociągnięcie krawędzi tego klina razem, aby utworzyć płytki stożek. Efekt ten można dość łatwo zaobserwować na papierze, ściągając razem krawędzie zaszewki, tak jakby były zszyte. Ponieważ tkanina jest na ogół bardziej elastyczna niż papier, tkanina przesunie się wokół wierzchołka stożka i utworzy bardziej miękki, ale nadal zakrzywiony kształt.  
Zaszewka na płaskim wykroju ma dwie ważne właściwości: jej punkt, punkt we wzorze, w którym zaszewka „zbiega się”, ilość materiału zebranego lub usuniętego. Ponieważ zaszewka może rozciągać się w kierunku dowolnej krawędzi wzoru bez wpływu na dopasowanie, długość „zabranej” krawędzi tkaniny nie jest dobrą miarą wlotu zaszewki. Przeciwnie, kąt zabrany przez zaszewkę decyduje o tym, ile materiału na nią idzie. 

## Typy zaszewek
Dwa rodzaje zaszewek są powszechne w koszulach dla kobiet: 
- Zaszewki pionowe - są przyszyte od dołu bluzki do punktu w okolicy linii biustu. Ten rodzaj zaszewki można znaleźć z przodu, rzadziej z tyłu ubrania i są używane przez producentów odzieży do ściągnięcia dolnej części bluzki bliżej talii użytkownika.
- Zaszewki piersiowe - są to krótkie, trójkątne fałdy, które zapewniają miejsce na piersi, podczas gdy materiał pod piersiami nie zwisa, a raczej przylega bliżej użytkownika.

Na początku lat 50. nowojorska firma Evan-Picone była pionierem w stosowaniu zaszewek w kieszeniach odzieży damskiej. Zaszewki pomagały im utrzymać kieszeń otwartą, a tym samym zapewniały łatwiejszy dostęp, zmniejszając ryzyko rozdarcia. 